# کارن پنگلاس
کارن پنگلاس (انگلیسی: Karen Penglase؛ زادهٔ ۱۰ اوت ۱۹۸۲) بازیکن فوتبال اهل بریتانیا است.
از باشگاه‌هایی که در آن بازی کرده‌است می‌توان به باشگاه فوتبال کفلاویک اشاره کرد.
وی همچنین در تیم ملی فوتبال زنان اسکاتلند بازی کرده‌است.